# Карасино (Московская область)
Карасино — деревня в Онуфриевском сельском поселении Истринского района Московской области. Население — 46 чел. (2010), в деревне 3 улицы, зарегистрировано 4 садовых товарищества. В Карасино работает предприятие ООО «Гофроподпак»), с Истрой деревня связана автобусным сообщением (автобус № 48).
Находится в 19 км к западу от Истры, высота над уровнем моря 208 м. Ближайшие населённые пункты в 2,5 км — Онуфриево на юге и Алексеевка на востоке.

## Население
| 2002 | 2006 | 2010 |
| ---- | ---- | ---- |
| 34   | ↘26  | ↗46  |